# Lagerstroemia speciosa
Lagerstroemia speciosa är en fackelblomsväxtart som först beskrevs av Carl von Linné, och fick sitt nu gällande namn av Christiaan Hendrik Persoon. Lagerstroemia speciosa ingår i släktet Lagerstroemia och familjen fackelblomsväxter. Inga underarter finns listade i Catalogue of Life.

## Bildgalleri

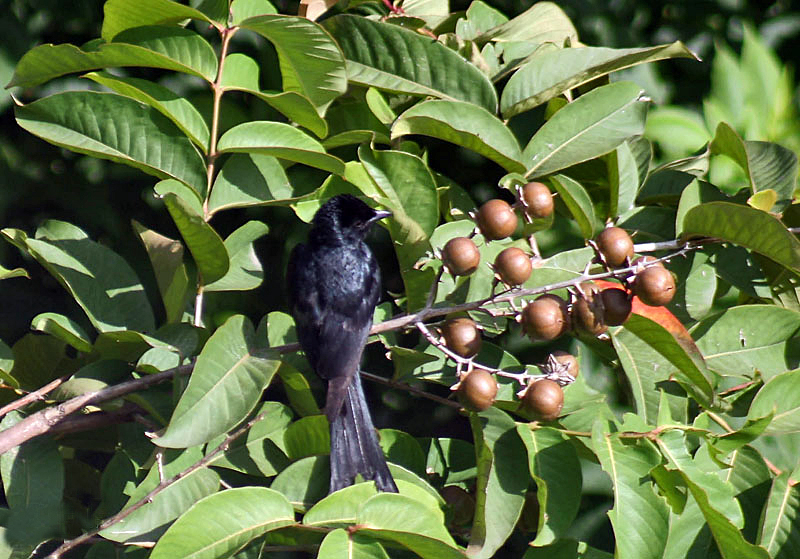
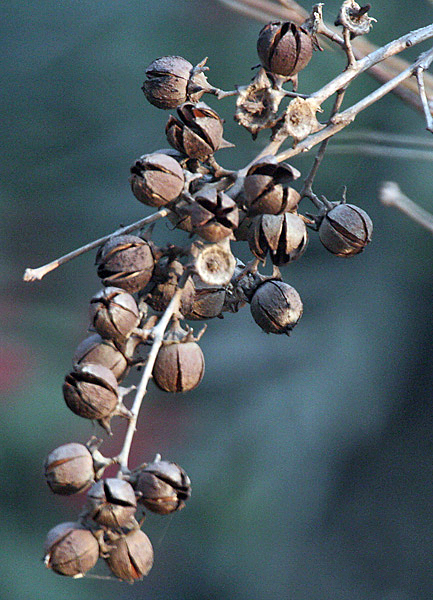
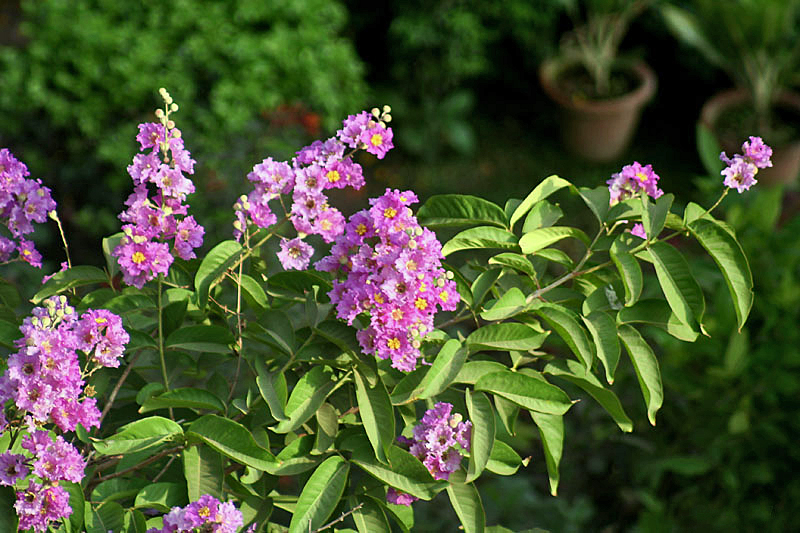
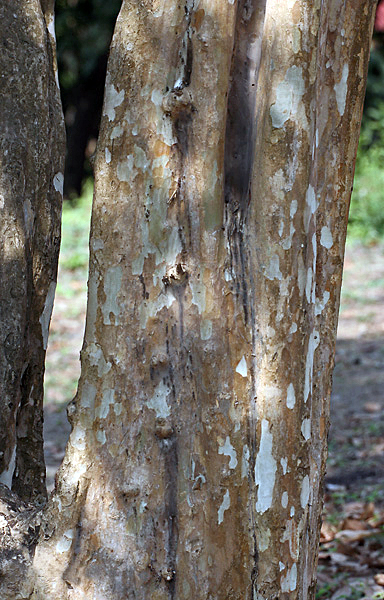
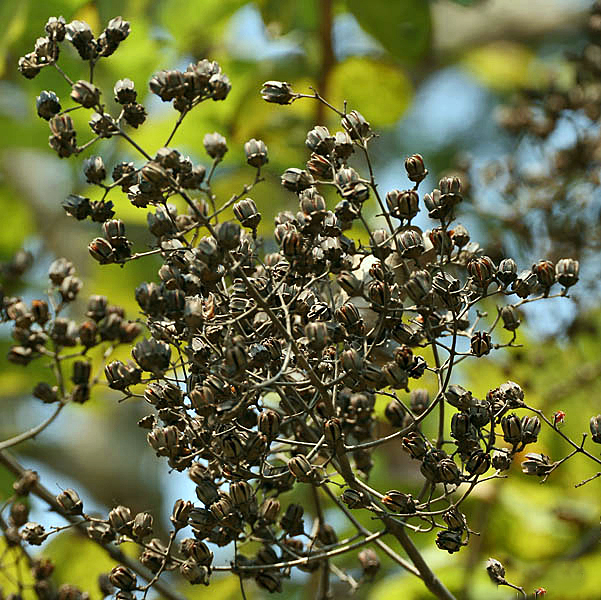
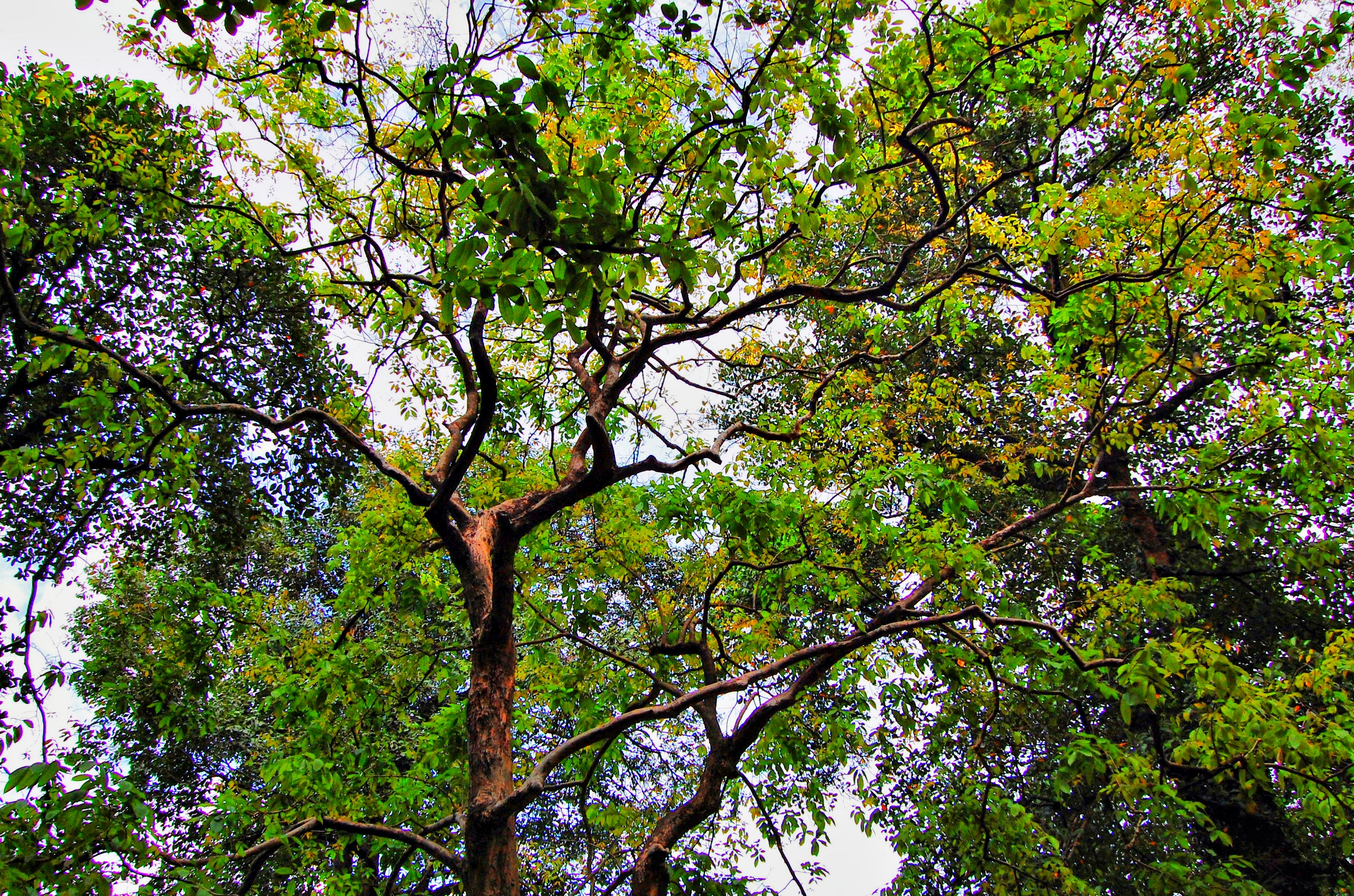